# Jakub Kulhánek
Jakub Kulhánek, né le 30 juin 1984 à Mělník, est un homme politique tchèque, membre du parti social-démocrate tchèque (ČSSD).

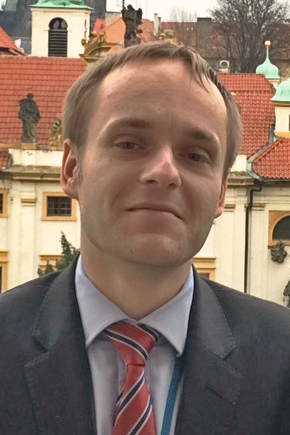
Jakub Kulhánek en décembre 2014.